# Damijan Kren
Damijan Kren je bil rojen leta 1970, v Mariboru. Po izobrazbi je diplomirani ekonomist. Že od rane mladosti je svoj prosti čas namenil borilnim veščinam, vzhodnjaški filozofiji, ter zdravemu načinu življenja.
Začetki njegovega ukvarjanja z borilnimi veščinami segajo v leto 1983, ko je pričel trenirati Shotokan Karate, v klubu Boris Kidrič iz Maribora, katerega ustanovitelj je bil Ljubo Javoršek, danes mojster 9. DAN. 
Po osnovni šoli je nadaljeval izobraževanje v Ljubljani, na Srednji šoli za farmacijo in zdravstvo. Tukaj je spoznal novi, mehkejši stil karateja- Sankukai, kateri ga je, s svojo eleganco v trenutku pritegnil. Tako se je leta 1986 pridružil Sankukai Karate klubu Forum. Njegov takratni učitelj je bil Slavka Šorotarja.
Po vrnitvi v Maribor je želel izpopolniti svoje znanje nožnih tehnik, zato je leta 1989 začel trenirati tekvondo, v klubu Bresternica, pod vodstvom Franca Terglavčnika.
Tekvondo je treniral vse do odhoda na služenje vojaškega roka leta 1990, in še kakšno leto po prihodu nazaj, ko se je vrnil karateju. Začel je trenirati Sankudo, v Karate klubu Kovinar iz Maribora. Njegova učitelja sta bila Miroslav Damjanović in Vili Kljajnšček. V klubu je ostal vse do leta 1999, ko sta skupaj z Dušanom Vrbovškom odprla svoj klub ( Nanbudo klub Nami) in pričela s treniranjem Nanbuda. Leta 2002 Dušan ustanovi Nanbudo klub Kaze. Nanbudo je borilna veščina, katere ustanovitelj je bil, tako kot Sankukai Karateja, Dushu Yoshinao Nanbu -10. DAN.
V veliko pomoč, na začetku, so jima bili kolegi iz Ljubljane in Zagreba ( Duško Praštalo, Matjaž Fister, Gregor Jenčič, Leo Rafolt, Branko Užarevič).
Damijan se je udelžil številnih mednarodnih seminarjev v Sloveniji in Evropi, ter tako pridobival znanje direktno pri ustaovitelju veščine ( Yoshinao Nanbu), katerega je nesebično prenašal na svoje člane.
Leta 2001 je osvojil drugo mesto na državnem prvenstu v borbah, v kategoriji 75 kg +. Ter leta 2002 peto mesto na svetovnem prvenstvu v borbah ( absolutna kategorija), kar je bila najboljša uvrstitev slovenskih tekmovalcev tega leta. 
Njegovi člani so, pod njegovim vodstvom, posegali po najvišjih mestih, na državnih tekmovanjih. 
Leta 2003 je bil Damijan, skupaj z ostalimi, eden od glavnih pobudnikov za ustanovitev Nanbudo zveze Slovenije, pod okriljem katere sta bili organizirani dve državni prvenstvi.
Ustanovni klubi:
DO Nanbudo klub, Ljubljana,
Nanbudo klub Nami, Maribor in
Nanbudo klub Kaze, Hoče
Za predsednika je bil izvoljen Aleksander Kelšin.
Leta 2004 je preko Športne zveze Maribora opravil tečaj za trenerje športnih panog.
Leta 2005 je pridobil diplomo karate inštruktorja pri Karate zvezi Slovenije.
Ker so se razmere tako v slovenski, kot svetovni Nanbudo organizaciji začele krhati, se je Damijan odločil izstopiti iz Nanbuda. Leta 2006 je vzporedno začel s treniningi novonastale borilne veščine, katere avtor je bil sam, Tenkidom. 
Tenkido je sestavljena borilna veščina v kateri lahko najdemo elemente ajkida, karateja, džudžica, tekvondoja ter tajskega boksa. 
V Tenkidu poznajo več načinov borb in sicer: od enostavnih, katere so primerne za začetnike, te so brez kontakta ali z lahkim kontaktom, do borb, ki so primerne za člane, ki imajo višjo stopnjo znanja in v katerih je dovoljen polni kontakt. V zadnjih letih je zelo priljubljen način borbe, imenovan BOT Tenkido, gre za dinamičen način borenja, tako stoječe kot tudi na tleh, kar omogoča celostno razvijanje borbenih veščin posameznika. Obstaja pa tudi borba na parterju.
Tenkido je sestavljeni iz treh besed: Ten- nebo, Ki- energija, Do- pot. Sama veščina se deli na dva dela BU DO, kjer se posamezniki učijo borbenih tehnik ( napad- obramba), ter uporabo tradicionalnih orožij ( Bokken, Nunchaku,...) in KI DO, kjer so predstavljene tehnike dihanja, dihalne vaje, meditacije, energetske vaje, zdravilne in samozdravilne tehnike.
2007 je bila ustanoviljena Tenkido Akademijo, kot krovna organizacija za poučevanje veščine Tenkido.
2012 je Damijan Kren izdal knjigo z naslovom Tenkido pot do sožitja telesa in duha, leta 2023 pa prozo (resnično pravljico) z naslovom Ela, ter roman Ti, kateri odkriva skrivnostni notranji svet glavnega lika, razkrivajoč kompleksnost njegove psihe in globine njegovih čustev.. V ozadju zloveščih dogodkov in prikritih namigov se razkriva resnica, ki pretrese temelje realnosti in zbuja dvome v vsakdanje resnice... Bralca spodbuja k premišljevanju o lastnem življenju, medsebojnih odnosih ter etičnih načelih...
Damijan Kren je tudi ustanovitel in glavi urednik podcasta FajterSI, v katerem se, v video intervjujih predstavljajo mojstri različnih borilnih veščin širom Slovenije.  Leta 2024 je bila ustanovljena istoimenska strokovna komisija, ki podeljuje prvo in edino priznanje v Sloveniji za vse borilne/ bojevniške veščine brez izjeme. V tem duhu se vzpostavlja priznanje FajterSI, kot edino prestižno priznanje, ki izpostavlja izjemne dosežke in predanost posameznikov v različnih borilnih ali bojevniških veščinah.
Priznanje Fajtersi poudarja raznolikost in izjemnost posameznikov, ki so posvečeni različnim borilnim tehnikam, od klasičnih do sodobnih, in s tem bogatijo slovensko borilno skupnost. Fajtersi ni le nagrada, ampak tudi skupnost enako mislečih posameznikov, ki si prizadevajo dvigniti raven borilnih veščin v Sloveniji na novo raven izjemnosti.